# العزف السماعي
العزف السماعي أو التعلم عن طريق الأذن هو القدرة على أداء موسيقي لقطعة من الموسيقى تم سماعها مسبقاً، دون الاستعانة بالنوتة الموسيقية. يُعتبر العزف الموسيقي مهارة مرغوب فيها بين العازفين الموسيقيين.
من المفاهيم الخاطئة أن الموسيقيين الذين يعزفون بالسمع يفتقرون إلى التعليم الموسيقي، أو لا يحتاجون إليه، أو يفتقرون إلى الفهم النظري للموسيقى التي يعزفونها.
يُستخدم مصطلح "العزف بالسمع" غالبًا للإشارة بشكل عام إلى تأليف الموسيقى دون استخدام التدوين الموسيقي، ربما باستخدام عناصر من الارتجال والتأليف الفوري.
تتجذر موسيقى البلوز والبوب والجاز، والعديد من أشكال الموسيقى غير الغربية، بشكل أساسي في مفهوم العزف بالسمع، حيث تنتقل المؤلفات الموسيقية من جيل إلى جيل. في هذا الصدد، يمكن اعتبار العزف بالسمع مثالًا موسيقيًا خاصًا للتقاليد الشفهية.